# شورية مضغوطة
شورية مضغوطة (الاسم العلمي:Shorea compressa) هي نوع غير مؤكد من النباتات تتبع جنس الشورية من فصيلة مجنحية الثمر.